# Buttalo via
Buttalo via è un singolo della cantante italiana Mina, pubblicato il 1º novembre 2024 come primo estratto dall'album in studio Gassa d'amante.

## Descrizione
Il testo e la musica della canzone sono di Francesco Gabbani e prodotto da Massimiliano Pani. In un'intervista a Il Fatto Quotidiano, Gabbani ha raccontato il significato del brano e la sua produzione e registrazione da parte di Mina:

## Accoglienza
Andrea Conti de Il Fatto Quotidiano scrive che si tratti di «un brano perfetto calato nelle migliori corde della cantante», in cui si affronta nel testo «una riflessione profonda [...] sui cambiamenti necessari che si debbono affrontare, del lasciar andare via le cose e le persone, nel corso degli anni».

## Video musicale
Il video musicale ufficiale del brano è stato pubblicato il 1 novembre 2024 sul canale YouTube ufficiale della cantante. Il video è stato diretto da Gianlugi Attorre e vede la performance di danza di Tommaso Stanzani.

## Tracce
Testi e musiche di Francesco Gabbani.
1. Buttalo via – 4:05